# Jorge Astiazarán Orcí
Jorge Astiazarán Orcí es un político mexicano, miembro del Partido Revolucionario Institucional, quien fungió como el 24.º alcalde de Tijuana.

## Biografía
Nacido en Los Ángeles, California a una familia de élite, Astiazarán nació en los Estados Unidos cuándo su madre visitaba su padre, quién era un Cónsul mexicano en Los Ángeles. Su padre fue contador y empezó una cadena de estaciones radiofónicas llamó Grupo Uniradio. La familia Astiazarán  emigró a Tijuana en la década de 1940 del vecino estado de Sonora.